# Green World ATP Challenger 2012
Il Green World ATP Challenger 2012 è stato un torneo professionistico di tennis maschile giocato sul cemento. È stata la 2ª edizione del torneo che fa parte dell'ATP Challenger Tour nell'ambito dell'ATP Challenger Tour 2012. Si è giocato a Pingguo in Cina dal 12 al 18 marzo 2012.

## Partecipanti

### Teste di serie
| Nazionalità   | Giocatore         | Ranking* | Testa di serie |
| ------------- | ----------------- | -------- | -------------- |
| Giappone      | Gō Soeda          | 77       | 1              |
| Tunisia       | Malek Jaziri      | 104      | 2              |
| Thailandia    | Danai Udomchoke   | 167      | 3              |
| Taipei cinese | Yang Tsung-hua    | 184      | 4              |
| Israele       | Amir Weintraub    | 203      | 5              |
| Taipei cinese | Jimmy Wang        | 209      | 6              |
| Australia     | Benjamin Mitchell | 218      | 7              |
| Finlandia     | Harri Heliövaara  | 219      | 8              |

- Ranking al 5 marzo 2012.

### Altri partecipanti
Giocatori che hanno ricevuto una wild card:
- Chang Yu
- Feng He
- Ma Ya-nan
- Wang Hufu

Giocatori passati dalle qualificazioni:
- Bai Yan
- Feng Nian
- Li Yu Cheng
- Christopher Rungkat

## Campioni

### Singolare
Gō Soeda ha battuto in finale  Malek Jaziri con il punteggio di 6–1, 3–6, 7–5

### Doppio
- John Paul Fruttero /  Raven Klaasen hanno battuto in finale  Colin Ebelthite /  Samuel Groth con il punteggio di 6–2, 6–4